# Tomislav Rogić

Wappen von Tomislav Rogić

Tomislav Rogić (* 8. November 1965 in Senj, SR Kroatien, Jugoslawien) ist ein kroatischer Geistlicher und römisch-katholischer Bischof von Šibenik.

## Leben
Tomislav Rogić besuchte die Grundschule in Senj und anschließend von 1980 bis 1984 das Kleine Seminar in Zadar. Er studierte von 1984 bis 1991 Philosophie und Katholische Theologie am Priesterseminar in Rijeka. Rogić empfing am 22. Juni 1991 das Sakrament der Priesterweihe für das Erzbistum Rijeka-Senj.
Von 1991 bis 1993 war Tomislav Rogić Pfarrvikar in Vežica. Anschließend wurde er für weiterführende Studien nach Rom entsandt. 1996 erwarb Rogić an der Päpstlichen Universität Gregoriana in Rom das Lizenziat im Fach Biblische Theologie. Anschließend lehrte er Biblische Theologie am Priesterseminar in Rijeka. Gleichzeitig war Tomislav Rogić Pfarrer in Rijeka. Am 25. Mai 2000 wurde er in den Klerus des Bistums Gospić-Senj inkardiniert. Von 2000 bis 2004 war Rogić Generalvikar des Bistums Gospić-Senj. 2004 wurde er Pfarrer in Ogulin. Seit 2012 war Tomislav Rogić Pfarrer in Udbina und zugleich Rektor des Nationalen Heiligtums der kroatischen Märtyrer in Udbina.
Am 3. Juni 2016 ernannte ihn Papst Franziskus zum Bischof von Šibenik. Der Erzbischof von Zagreb, Josip Kardinal Bozanić, spendete ihm am 25. Juli desselben Jahres in der Kathedrale des Heiligen Jakob in Šibenik die Bischofsweihe. Mitkonsekratoren waren der Erzbischof von Split-Makarska, Marin Barišić, und Rogićs Amtsvorgänger Ante Ivas.

## Wappen
Rogić wählte für sein Wappen mit dem Christogramm, dem Stern Mariens, einer Jakobsmuschel sowie der Heimat Kroatien mit dem Meer das Motto „Sve i u svemu Krist“ (= Alles und in allem Christus).